# Gonneville-en-Auge
Gonneville-en-Auge – miejscowość i gmina we Francji, w regionie Normandia, w departamencie Calvados.
Według danych na rok 1999 gminę zamieszkiwało 350 osób, a gęstość zaludnienia wynosiła 81 osoby/km² (wśród 1815 gmin Dolnej Normandii Gonneville-en-Auge plasuje się na 586. miejscu pod względem liczby ludności, natomiast pod względem powierzchni na miejscu 939).